# Bastarda

Das Bastarda-Alphabet nach der Pantographia von Edmund Fry (1799)

Die Bastarda ist eine spätmittelalterliche gebrochene Schrift, die als Buchschrift in Handschriften gebräuchlich war und auch in Kanzleien verwendet wurde. Sie gehört zur Gruppe der gotischen Schriften und ist die häufigste aller mittelalterlichen Schriftarten. Ihren von dem Begriff Bastard abgeleiteten Namen hat sie erhalten, weil sie eine „unechte“ Buchschrift ist, die auch Merkmale einer Geschäftsschrift aufweist. Von manchen Paläographen wird sie Hybrida genannt. Als Mischform ist sie gleichsam die Frucht einer Kreuzung verschiedener Arten: Sie verbindet die Kursivität der Geschäftsschrift mit Elementen der nichtkursiven, kalligraphisch gestalteten Buchschrift Textura (Textualis).
Im Lauf des 14. Jahrhunderts wurde die Bastarda als Kanzleischrift (Kanzleibastarda) entwickelt. Sie entstand aus dem Bedürfnis nach einer einerseits flüssig schreibbaren, andererseits aber auch ästhetischen Ansprüchen genügenden Schrift für Dokumente. Im späten 14. Jahrhundert drang sie in die Handschriftenproduktion ein und setzte sich dort schnell durch. Als Buchschrift (Buchbastarda) und Geschäftsschrift fand sie in einer Vielzahl von teils regional gehäuft auftretenden, teils auf einzelne Zentren beschränkten Ausprägungen weiteste Verbreitung. Im 15. Jahrhundert dominierte sie das gesamte Schriftwesen. Nach der Einführung des Buchdrucks bildete sie auch die Vorlage für Drucktypen. Wegen der Vielfalt ihrer Erscheinungsformen wird oft der Plural verwendet; man spricht von „den Bastarden“.
Aus der Kanzleibastarda entwickelte sich im frühen 16. Jahrhundert die deutsche Kurrentschrift.

## Definition, Systematik und Terminologie
Im Bereich der kursiven gotischen Schriften des Spätmittelalters hat sich bisher keine einheitliche Systematik und Terminologie durchgesetzt. Ein Grund für die gravierenden Klassifikationsprobleme ist die Unübersichtlichkeit, die sich aus dem gegenüber früheren Epochen stark gesteigerten Formenreichtum ergibt. Eine Vielzahl von Besonderheiten einzelner Regionen, Zentren und Schreiber sowie die fließenden Übergänge zwischen manchen Schriftarten erschweren die systematische Erfassung der Phänomene und die Einführung einer universell verwendbaren Nomenklatur. Aufgrund dieser Umstände hat der Begriff Bastarda keine fest umrissene Bedeutung. Als Bastarden bezeichnet man alle gotischen Schriften, die Kursivität und einen überwiegend aus der Geschäftskursive stammenden Formenbestand mit einem mehr oder weniger ausgeprägten kalligraphischen Anspruch verbinden.
Nicht nur die Abgrenzung gegenüber anderen Kursiven, sondern auch die Bestimmung und räumliche Eingrenzung der einzelnen Ausprägungen und Schreibstile innerhalb des Bereichs der Bastarden ist problematisch. Der Bibliothekswissenschaftler Joachim Kirchner (1890–1978), dessen Tafelwerke starke Verbreitung fanden, versuchte ab 1928 die in Deutschland verbreiteten Buchbastarden zu klassifizieren. Unter Bastarden verstand er nicht alle kursiven Buchschriften, sondern nur solche von guter Qualität mit deutlichem kalligraphischem Anspruch. Die vereinfachten, schnell geschriebenen, ästhetisch anspruchslosen Buchschriften nannte er „Buchkursiven“. Diese Kursiven zählte er nicht zu den Bastarden, sondern rückte sie in unmittelbare Nähe der Bedarfsschrift. Kirchner bemühte sich um die Herausarbeitung regionaler Besonderheiten, die es ermöglichen sollten, Handschriften aufgrund ihrer Schrift bestimmten Regionen zuzuordnen. Obwohl er seine Einteilung der Bastarden in regionale Stile zurückhaltend formulierte, fand sein System viel Anklang; vor allem in germanistischen Publikationen wurden häufig Schriften nach seiner Einteilung beschrieben. Eine solche Systematik kann aber bestenfalls eine grobe Orientierung bieten, da viele Schreiber – etwa Bettelmönche und Studenten, aber auch Berufsschreiber – sehr mobil waren und einzelne Schreibstile das Ergebnis des Zusammentreffens unterschiedlicher Einflüsse und Erfordernisse waren. Karin Schneider überprüfte die von Kirchner angebotenen Unterscheidungskriterien für den süddeutschen Raum und kam 1994 zu dem Ergebnis, dass sie zu allgemein und zu subjektiv seien und dass es sehr schwierig sei, einheitliche und klar definierbare regionale Schrifttypen innerhalb der Bastarda herauszuarbeiten. Zur Bestimmung des Entstehungsraums deutschsprachiger Handschriften kann die Paläographie demnach kaum beitragen. Schneiders Untersuchung führte in der Forschung zu einer Abwendung von der früher gängigen Klassifikation Kirchners. In Handbüchern ist die Unterscheidung regionaler Typen jedoch weiterhin anzutreffen.
Im Jahr 1953 wurde die Nomenklatur auf einer Tagung in Paris erörtert, aus der das Comité International de Paléographie Latine hervorging. Dort trug der niederländische Paläograph und Kodikologe Gerard Isaac Lieftinck eine neue Terminologie vor. Er teilte die gotischen Schriften in drei Arten auf: die nichtkursive littera textualis, die flüssige Gebrauchsschrift littera cursiva und die zwischen diesen stehende Mischform Bastarda. Innerhalb der Textualis und der Cursiva unterschied er eine relativ anspruchslose Ausführung (scriptura currens), eine konservative, kalligraphisch hochwertige (scriptura formata) und eine mittlere, die gewöhnliche, aber gepflegte Schrift, für die er keine besondere Bezeichnung einführte.
Lieftincks Nomenklatur erwies sich jedoch als problematisch. Mit dem Namen Bastarda übernahm er eine traditionelle Bezeichnung, die im französischen Sprachraum sowohl lateinisch (littera bastarda) als auch französisch (lettre bâtarde) bereits im Spätmittelalter verwendet wurde. Damals hatte sie aber eine andere Bedeutung als in Lieftincks System. Daher änderte er die Benennung und führte den neu geschaffenen Namen Hybrida ein. Unter einer Hybride versteht man in der Biologie ein Individuum, das aus der Kreuzung verschiedener Arten hervorgegangen ist; die Bedeutung entspricht also der von Bastarda.
Zur Abgrenzung von der Cursiva definierte Lieftinck die Hybrida als Buchkursive, deren lange Schäfte alle keinerlei Schlingen aufweisen; als weitere Unterscheidungsmerkmale nannte er die Form der Buchstaben a, f und langes s. Damit führte er objektive, leicht nachprüfbare Kriterien ein. Sein Vorschlag stieß aber in der Fachwelt auf teils heftige Kritik. Eine Schwäche seines Systems besteht darin, dass sein Befund auf der Untersuchung von Codices aus dem niederländischen Raum basiert. Als versucht wurde, seine Einteilung auf Handschriften aus anderen Regionen anzuwenden, zeigte sich, dass das Vorhandensein oder Fehlen von Schlingen kein Klassifizierungsmerkmal ist, das für die gesamte Handschriftenproduktion Geltung beanspruchen kann. Lieftincks System lässt sich also nicht ohne weiteres verallgemeinern. Eine scharfe Abgrenzung zwischen Cursiva und Hybrida hat sich als unmöglich erwiesen, da es eine Vielzahl von Übergangs- und Mischformen gibt. Diese Problematik veranlasste Lieftincks Schüler Peter Gumbert, die Nomenklatur durch die Einführung eines vierten Typs, den er „Semihybrida“ nannte, zu erweitern. Gumbert führte zur Präzisierung von Lieftincks System ein komplexes „kartesisches“ Modell ein, das er graphisch als „kartesischen Würfel“ präsentierte. Auch daraus ergab sich aber keine allseits akzeptierte Lösung der terminologischen Probleme.
Bernhard Bischoff, einer der einflussreichsten Paläographen des 20. Jahrhunderts, hielt an dem Namen Bastarda und dessen herkömmlicher Bedeutung fest. Er bezeichnete damit Schriften mit und ohne Schlingen. Zugunsten der traditionellen Benennung brachte er vor, sie sage immerhin – bei aller Verschiedenheit der realen Erscheinung der Bastarden – aus, dass es sich um Schriften handle, die den Gegensatz zwischen Cursiva und Textura überbrückten, indem sie Eigenschaften beider Gattungen vereinigten. Nach dieser Definition solle sich die moderne Verwendung des historischen Namens richten. Anderer Meinung ist Albert Derolez, der dafür eintritt, den historisch vorgeprägten Ausdruck Bastarda nur für eine bestimmte Luxusschrift, die lettre bourguignonne („burgundische Schrift“), zu verwenden und die Gruppe der von Bischoff „Bastarden“ genannten Schriften mit Lieftincks Ausdruck „Hybrida“ zu bezeichnen. Derolez plädiert für eine erweiterte Version von Lieftincks System, die er 2003 in einer Gesamtdarstellung der Paläographie der gotischen Buchschriften vorgestellt hat. Auch dieses System hat jedoch keine einhellige Zustimmung gefunden. Eine Klassifikation speziell für die britischen Buchkursiven hat Malcolm Parkes 1969 eingeführt. Er unterscheidet sechs Schriften: „Anglicana“, „Anglicana formata“, „Bastard Anglicana“, „Secretary“, „Bastard Secretary“ und „Schrift der Universitätsschreiber“ (eine Mischung von „Anglicana“ und „Secretary“). Als Hybrida (im engeren Sinn) bezeichnen manche Paläographen heute den Typus, den Lieftinck untersucht und beschrieben hat: eine schlingenlose Variante der Bastarda, die in den Niederlanden und im Rheinland vorherrschte, aber auch anderswo verwendet wurde. Im deutschen Sprachraum ist die Bezeichnung Bastarda im Sinn von Bischoffs Verständnis des Begriffs weiterhin gängig.

## Merkmale

### Allgemeine Merkmale
Zu den allgemeinen Merkmalen der Bastarden, die sie von der Textura unterscheiden, zählen neben der Kursivität in erster Linie zwei aus der Kanzleikursive stammende Elemente: ein unter die Zeile verlängertes f und langes s und ein einbogiges („einstöckiges“) a. Das in der Textura übliche „zweistöckige a“ mit zwei Bögen, bei dem sich die Schlaufe bis zum Bauch niederbeugt, ist in den meisten Bastarden sehr selten. Der Einfluss der Textura, einer stark gebrochenen Buchschrift, zeigt sich jedoch in der einfachen Brechung kursiver Rundungen, mit der die Bastarda kalligraphisch aufgewertet und der Textura angenähert wurde. Bei besonders kalligraphischer Gestaltung treten in den Bastarden auch weitere Merkmale der Textura auf, darunter die kantig aus Einzelstrichen zusammengesetzten Buchstaben a, g und rundes s sowie feine Zierstriche und Zierhäkchen. Schlingen an den Oberlängen – soweit vorhanden – stellen bei den Buchbastarden keine mitgeschriebenen Luftlinien dar; sie haben nur dekorative Funktion und sind manchmal dreiecksförmig ausgeführt. Die Hauptschäfte der Buchstaben sind meist stark betont und mit kräftigen Druckstrichen ausgeführt. Die Unterlängen der Schäfte laufen spitz aus.

### Einzelne Ausprägungen
Aussagen über regionale Schrifttypen sind wegen der vielfältigen überregionalen Beeinflussungen und der Mannigfaltigkeit der Faktoren problematisch und nur mit großem Vorbehalt möglich. Dennoch sind Stile unterscheidbar, von denen manche in bestimmten Gegenden oder an einzelnen Schreibstätten besonders gepflegt wurden. Die wichtigsten Ausprägungen (Abbildungen siehe unten) sind die folgenden:
- „Bastard Anglicana“: Eine ab der Mitte des 14. Jahrhunderts von englischen Schreibern für anspruchsvollere Codices entwickelte Schrift. Sie verbindet Elemente der Textura, darunter das doppelstöckige a, mit Eigenschaften der „Anglicana“, der in England gebräuchlichen spätmittelalterlichen kursiven Gebrauchsschrift. Die Bastard Anglicana wurde für Prachthandschriften und als Auszeichnungsschrift verwendet. Damit übernahm sie Funktionen der Textura, deren Verwendung relativ unbequem war.[19]
- „Bastard Secretary“: Eine im 15. Jahrhundert entstandene Variante der in England verbreiteten Gebrauchskursive „Secretary“. Sie wird „Bastard“ genannt, weil sie der „Secretary“ durch Kombination mit Elementen der Textura einen förmlicheren, für Codices des gehobenen Bedarfs passenden Charakter gibt.[20]
- Böhmische Bastarda: Eine fast oder ganz gerade Schrift, meist mit Schlingen. Ihr Kennzeichen sind sehr enggestellte Schäfte mit scharfen, sägezahnartigen Zickzacklinien an m, n und i. Ein Stilkriterium ist die Tendenz zur ornamentalen Stilisierung. Dieser in Böhmen entwickelte Typ war auch im österreichischen und bairischen Raum verbreitet.[21]
- Burgundische Bastarda (lettre bourguignonne oder lettre bâtarde): Aus der französischen Kanzleikursive hervorgegangene elegante, dekorative, meist leicht rechtsgeneigte Schrift, die vor allem für französische Texte gebraucht wurde. Sie wird burgundisch genannt, weil sie am Hof zweier Herzöge von Burgund, Philipps des Guten (1419–1467) und Karls des Kühnen (1467–1477), besonders gepflegt und für Prachthandschriften verwendet wurde. Sie war aber auch in Frankreich beliebt; in England bürgerte sie sich in der zweiten Hälfte des 15. Jahrhunderts ein. Von anderen Kursiven unterscheidet sie sich durch die relative Kürze von Ober- und Unterlängen. Weitere Kennzeichen sind: starke Kontrastierung von Haarstrich und Schattenstrich; einzeln angesetzte Schäfte von n und m, wobei der letzte Schaft innerhalb des Wortes meist gebrochen und leicht einwärts gebogen ist; kleine Spitzen auf e, g und s. Die spindelförmig verdickten Schäfte von f und langem s laufen bis zum Haarstrich verdünnt spitz aus. Diese beiden Buchstaben sind im Kopfteil gebrochen. Charakteristisch ist auch das Schluss-s mit hohem Bogen und geschlossenem Bauch.[22]
- Florentinische Bastarda: Eine Kanzleischrift (cancelleresca), die auch für Bücher verwendet wurde und als kalligraphisch gestaltete Buchschrift „florentinische Bastarda“ genannt wird. Sie gilt als eine der schönsten gotischen Kursivschriften. Ihr Formenbestand rechtfertigt ihre Einordnung unter die Bastarden, doch entwickelte sie sich unabhängig von der Gruppe der Bastarden nördlich der Alpen. Man benutzte sie gern für Texte zeitgenössischer Autoren. Zahlreiche Codices von Dantes Commedia sind in florentinischer Bastarda geschrieben. Kennzeichen sind vertikale Ober- und Unterlängen, ein spitzes v, lange Unterlänge des langen s sowie stark gerundetes a und d. Die Oberlängen von b, d, h und l bilden nach rechts ein Dreieck oder einen Bogen.[23]
- Niederländisch-niederdeutsche Bastarda (Hybrida im engeren Sinn). Wegen ihrer Verwendung in Kreisen der Devotio moderna wird sie auch Devotenbastarda genannt. Sie war besonders bei den Windesheimer Chorherren und den Brüdern vom gemeinsamen Leben beliebt. Die Schreiber legten großen Wert auf Schlichtheit und Klarheit. Das Hauptmerkmal dieser leicht lesbaren Schrift ist das völlige Fehlen von Schlaufen und Schwüngen an den Oberlängen von b, d, f, h, k, l, langem s und v. Die Unterlänge des g ist meist offen, sie wird nicht zur Schlaufe geschlossen. Das runde Schluss-s wird stets geschlossen („brezelförmiges s“). Nach ihrem Formenbestand ist diese Schrift zwar eine Bastarda, doch wurde sie nicht kursiv, sondern zusammengesetzt geschrieben.[24]

Beispiele
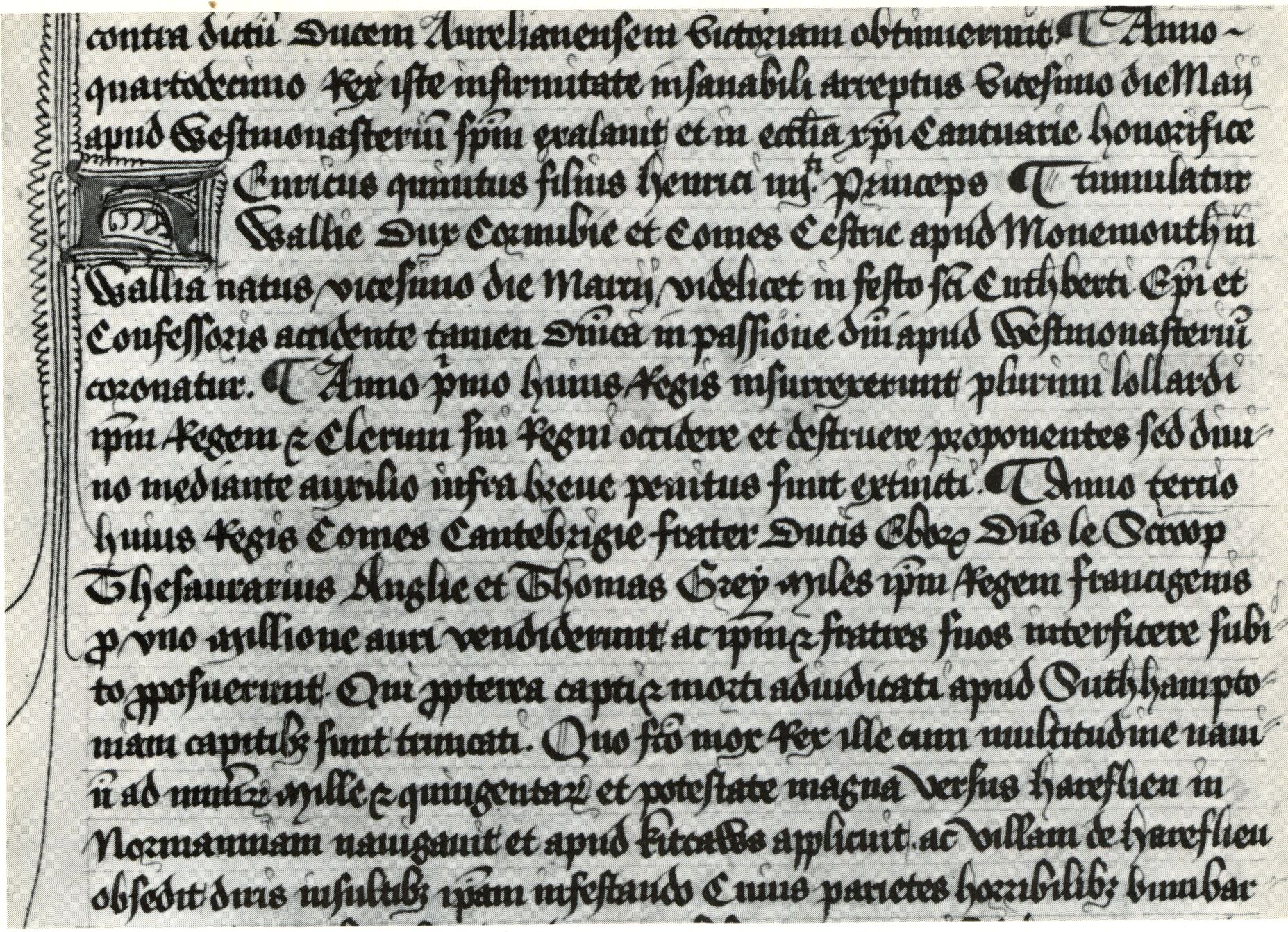
Bastard Anglicana in einer Handschrift der 2. Hälfte des 15. Jahrhunderts (Nova cronica de gestis regum Anglorum). Oxford, Bodleian Library, Rawl. C 398, fol. 49r
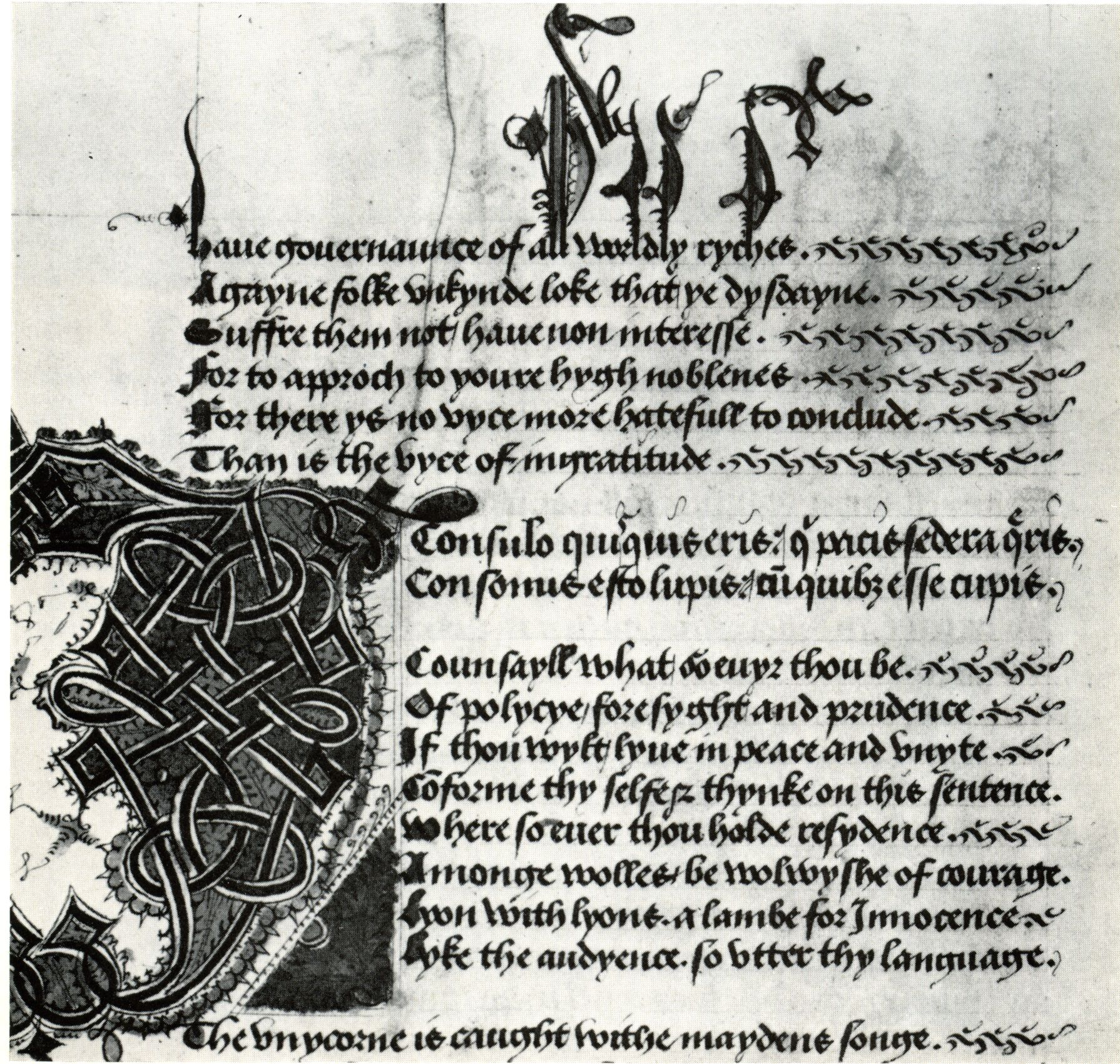
Bastard Secretary im frühen 16. Jahrhundert (Sammlung von Auszügen aus den Werken von John Lydgate). Oxford, Bodleian Library, Arch. Selden. B. 10, fol. 205r
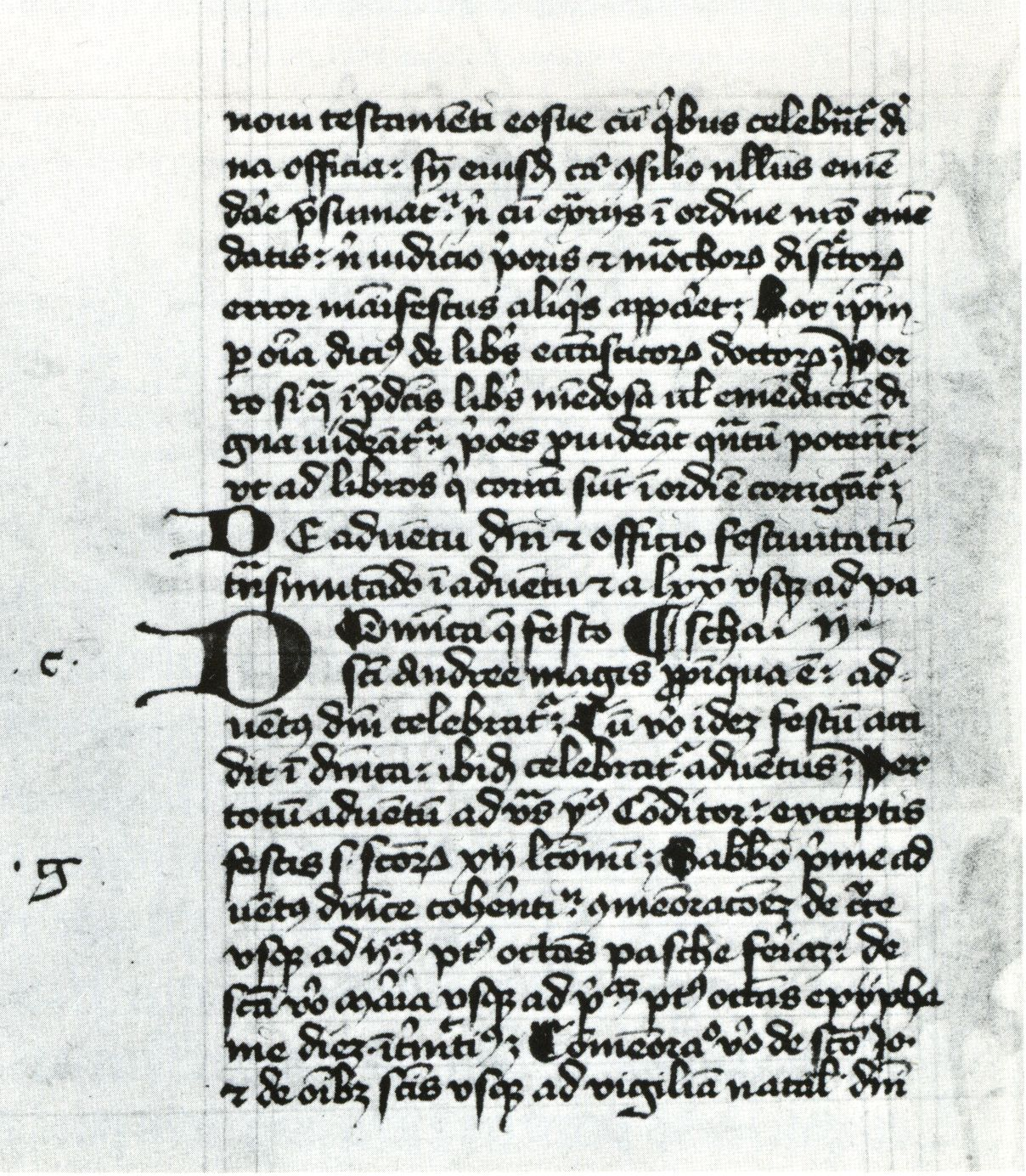
Böhmische Bastarda in einer 1414 in Prag geschriebenen Handschrift (Statuta ordinis Carthusiensis). Wien, Österreichische Nationalbibliothek, Cod. 1670, fol. 3v
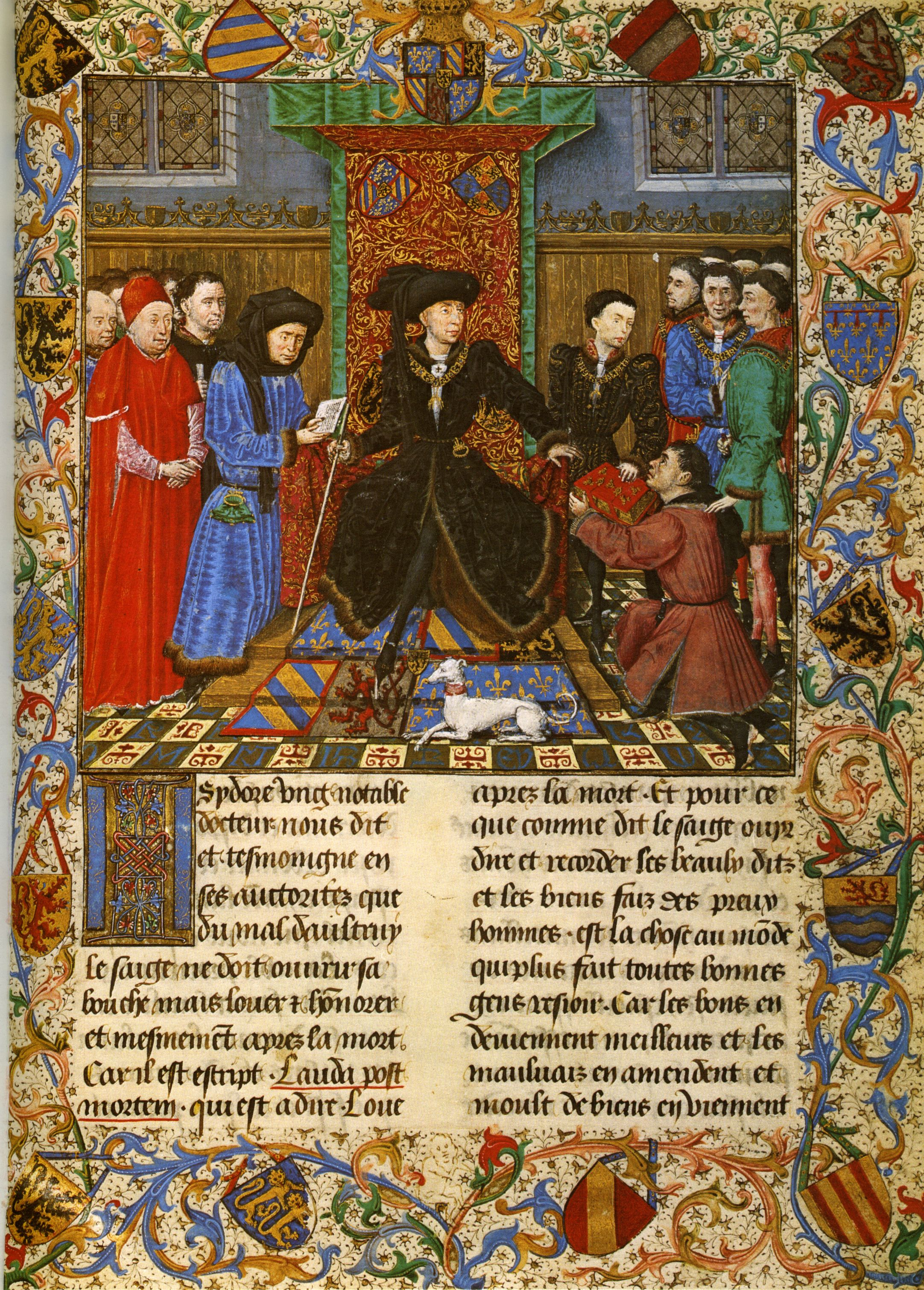
Burgundische Bastarda (lettre bourguignonne) in einer Prachthandschrift (Die Taten des Girart von Roussillon, französisch), die 1447/1450 für Herzog Philipp den Guten von Burgund geschrieben wurde. Das Bild zeigt den Herzog, der das Buch in Empfang nimmt. Wien, Österreichische Nationalbibliothek, Cod. 2549, fol. 6r
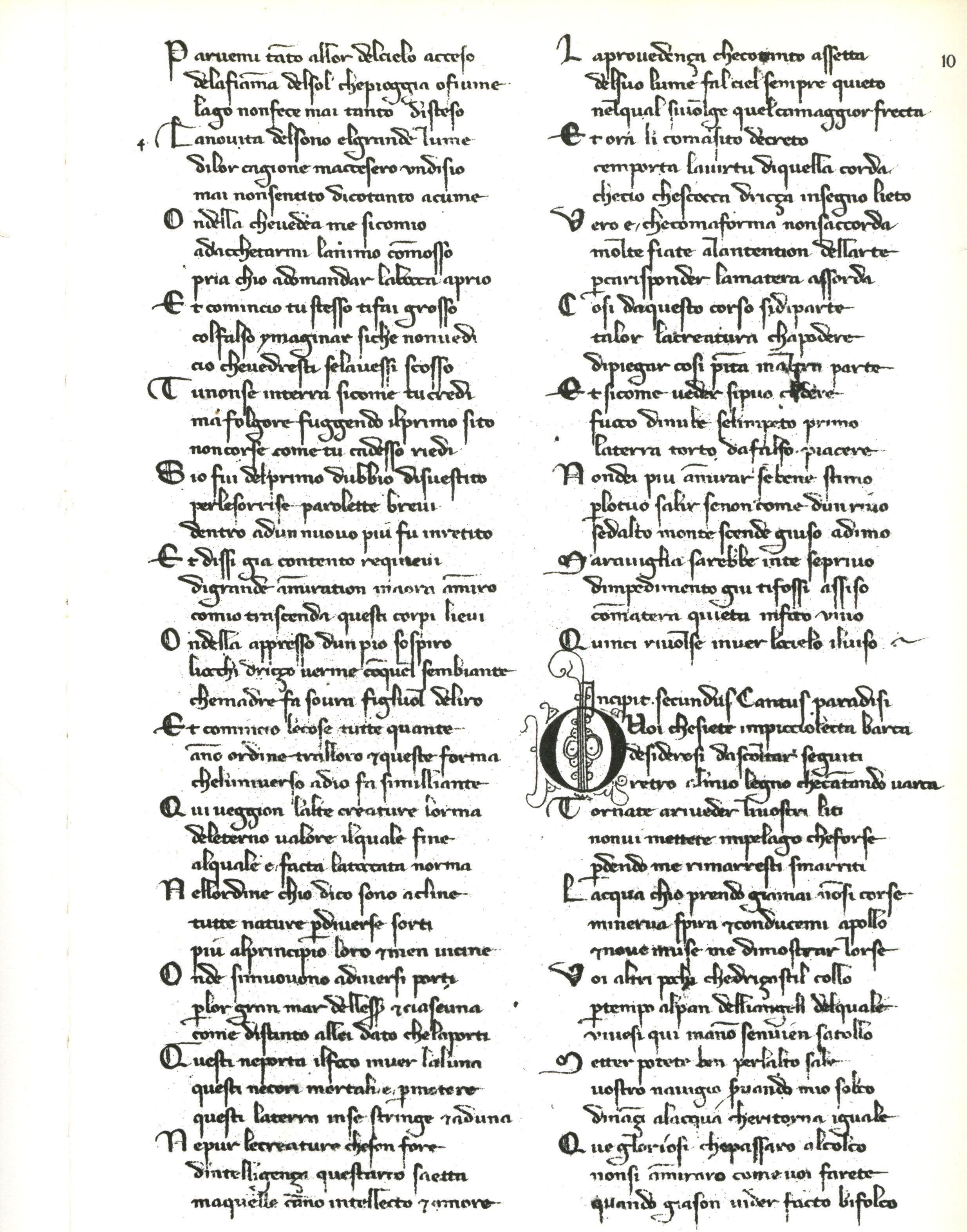
Florentiner Bastarda in einer Handschrift von Dantes Commedia, 14. Jahrhundert. Berlin, Staatsbibliothek, Cod. Ham. 204, fol. 59v
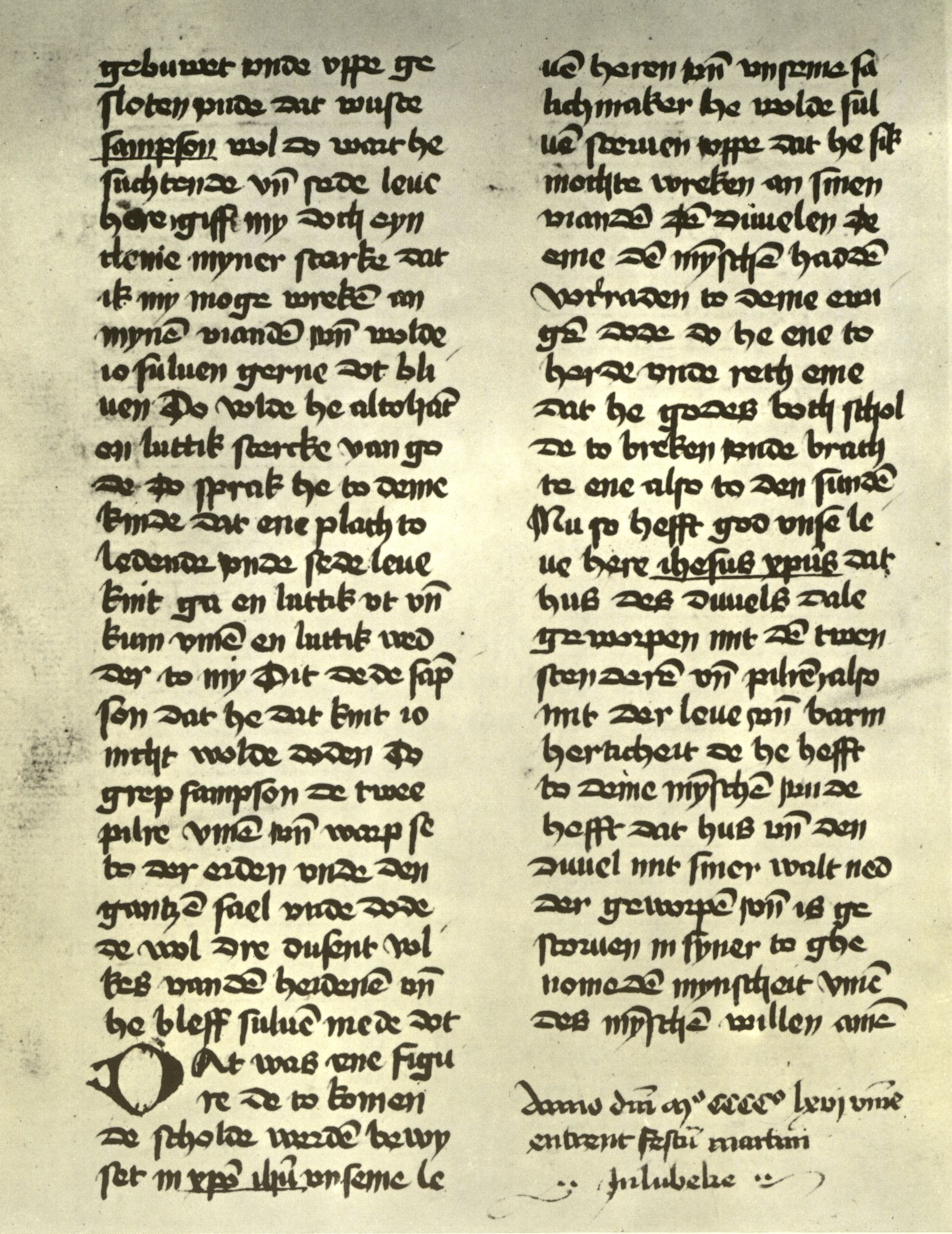
Niederländisch-niederdeutsche Bastarda (Hybrida) in einer Handschrift von 1466 (Auszüge aus dem Alten Testament in deutscher Sprache). Rostock, Universitätsbibliothek, Ms. Theol. 33, fol. 108v

## Geschichtliche Entwicklung

### Frühe Kanzlei- und Buchbastarden
Schon im späten 13. Jahrhundert bildeten Urkunden- und Geschäftsschriften die meisten typischen Merkmale der späteren Buchkursiven aus. Damals gab es auch bereits eilige, stark vereinfachte Gebrauchs-Buchschriften, die teils kursive Formen anzunehmen begannen. Es entstanden halbkursive Übergangsschriften. Damit waren die Voraussetzungen für die Herausbildung der Bastarda gegeben. Was damals und im frühen 14. Jahrhundert noch fehlte, war der Übergang zur vollen Kursive und die Verbindung des kursiven Schreibens mit dem für die Bastarda charakteristischen kalligraphischen Anspruch. Die entscheidenden Impulse zur Entstehung der Bastarda kamen dann aus den Kanzleien, wo eine flüssige und zugleich schöne, für Dokumente angemessene Schrift benötigt wurde.

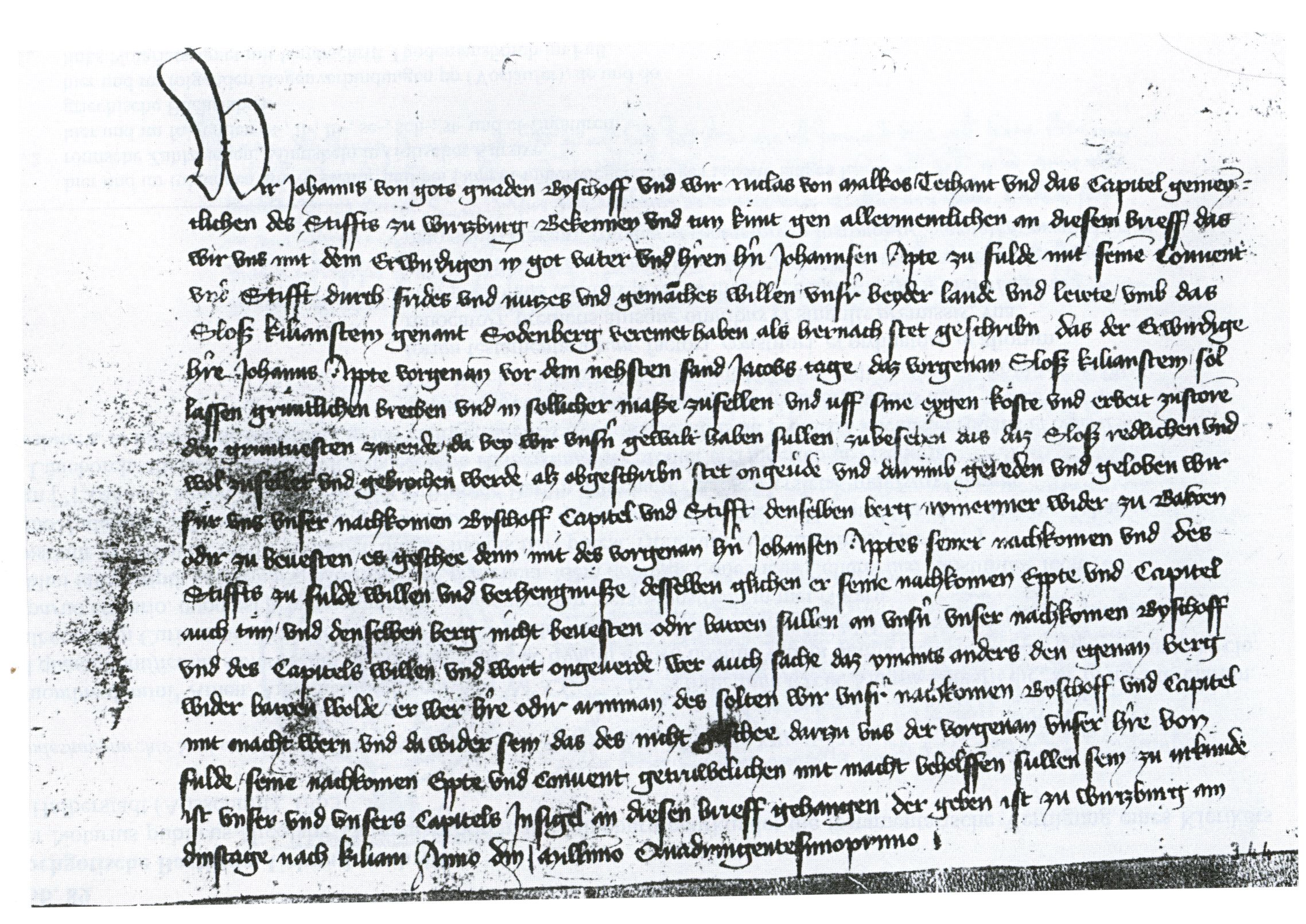
Kanzleibastarda in einer Urkunde Bischof Johanns von Würzburg von 1401. Hessisches Staatsarchiv Marburg, A Urkunden, Urk. 75 Reichsabtei Fulda, Stift, 1401 Juli 12

Obwohl der Name Bastarda ursprünglich nur zur Bezeichnung von Buchschriften diente, die Elemente der Textura und der Geschäftskursive verbinden, wird er heute auch für die Kanzleischriften verwendet, aus denen die Buchbastarden hervorgegangen sind. Der Grund dafür ist die große Ähnlichkeit dieser Kanzleischriften und der Buchbastarden; manche stimmen weitgehend oder völlig überein.

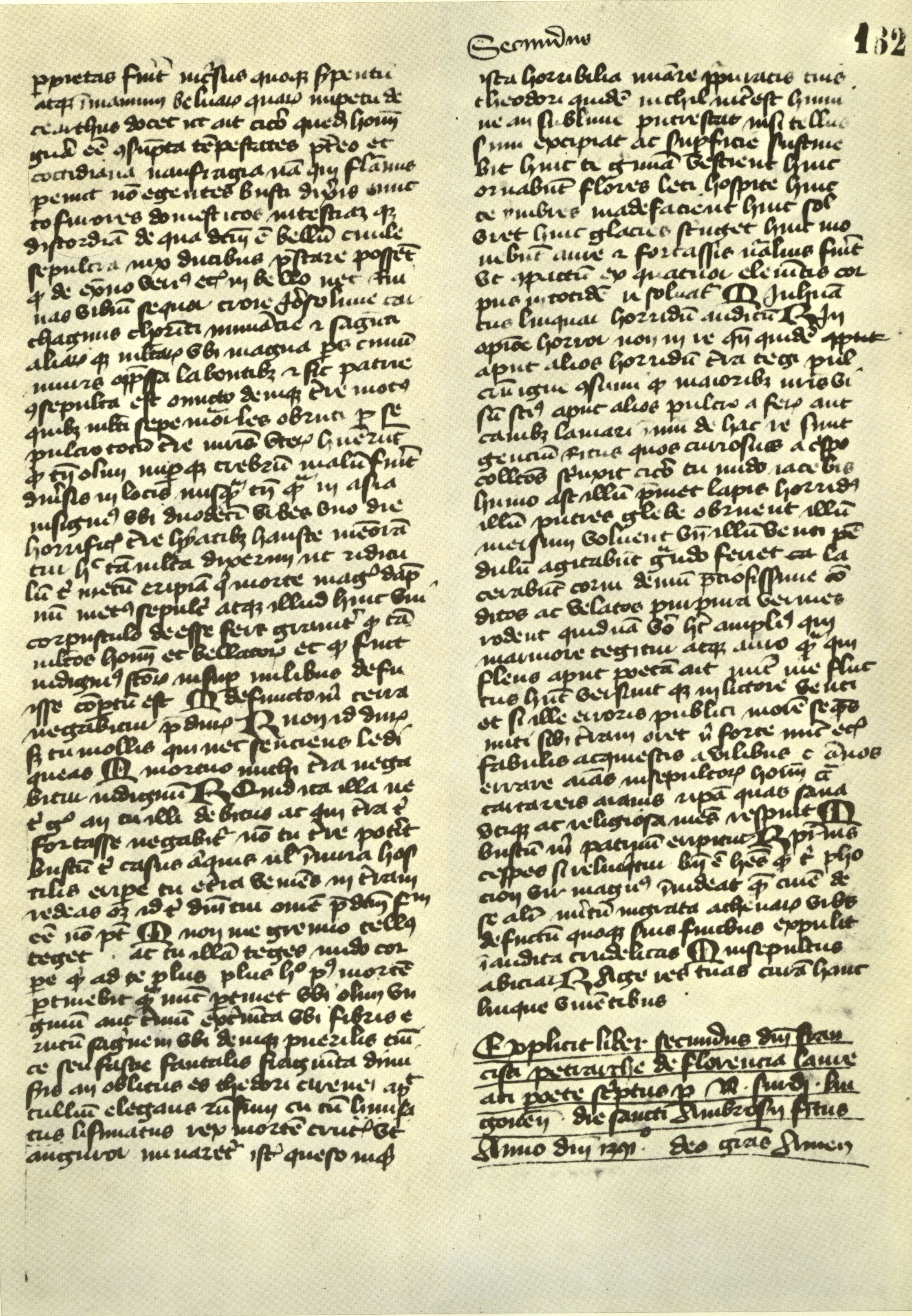
Eine frühe Bastarda (1391) in einer französischen Handschrift (Petrarca, De remediis utriusque fortunae). Douai, Bibliothèque municipale, Ms. 694, fol. 162r

Die Kanzleibastarden, die ältesten Formen dieser Schriftart, entstanden im 14. Jahrhundert. Die Entwicklung nahm ihren Anfang in Frankreich. Dort wurden die ersten Bastarden geschaffen und dann zu einer kalligraphischen Vollendung ausgebildet, die hohen ästhetischen Ansprüchen genügen konnte. Mit ihrer Eleganz erwies die neue Schriftart ihre Eignung zur Buchschrift, auch für kostbare Prachthandschriften. Als Buchschrift hatte sie gegenüber der nichtkursiven Textura den großen Vorteil, dass sie es dem Schreiber ermöglichte, mehrere Buchstaben hintereinander ohne Absetzen der Feder mit einem Zuge zu schreiben. Diese bequeme Schreibtechnik machte sie rasch beliebt, zumal sie auch hinsichtlich Schönheit und Eleganz gehobene Ansprüche befriedigen konnte. Ein weiterer Vorzug war, dass sie sich für individuelle Abwandlungen stärker eignete als ältere Buchschriften. Damit kam sie dem damals stark zunehmenden Bedürfnis nach einem persönlichen Stil entgegen.
Ein Vorläufer der Kanzleibastarda war die Schrift der päpstlichen Kanzlei in Avignon. Sie wies schon vor der Mitte des 14. Jahrhunderts die meisten Formen auf, die später für die Buchbastarda charakteristisch wurden. Bereits um 1340 wurde eine mit dieser Kanzleischrift identische Schrift im südfranzösischen Raum in Buchhandschriften geschrieben. Nur wenig später traten ähnliche Phänomene im Osten auf: Um die Mitte des 14. Jahrhunderts verwendete die Reichskanzlei Karls IV. in Prag eine kalligraphische Urkundenschrift, in der Formen der späteren Buchbastarda erscheinen. Es wird vermutet, dass die Schrift der Prager Kanzlei dem Vorbild der päpstlichen Kanzleischrift folgte. Vor allem war sie vom Einfluss einer damals in Böhmen und Österreich verbreiteten Geschäftskursive geprägt. Ihre Rolle bei der Entstehung der späteren Buchbastarda ist deutlich in zwei Originalausfertigungen der Goldenen Bulle Karls IV. von 1356 in Codexform erkennbar. Diese zeigen bereits den durch starke Brechung, Kantigkeit und Zierformen charakterisierten kalligraphischen Stil, der einige Jahrzehnte später in Buchbastarden üblich wurde.
Um 1380 begann man in Böhmen die Prager Kanzleischrift für Handschriften zu verwenden. Bald machte sich der Einfluss dieses böhmischen Typs der Bastarda in Österreich und im süddeutschen Raum geltend. Dort erschienen im späten 14. Jahrhundert die ersten Buchbastarden. Kaum später tauchten auch im Westen und Südwesten des deutschen Sprachraums frühe Bastarden als Buchschriften auf. Sie wurden vermutlich eher unter französischem als unter böhmischem Einfluss entwickelt.
In Spanien entstand die kursive Buchschrift aus einer kalligraphischen, für besonders feierliche Dokumente verwendeten Urkundenschrift, der letra de privilegios, die schon gegen Ende des 13. Jahrhunderts kaum verändert als Buchschrift (redonda de libros) mit breiten, runden Buchstaben übernommen wurde. Ab dem Ende des 14. Jahrhunderts wurden spanische und portugiesische Codices – vor allem volkssprachliche – oft in einer Buchkursive geschrieben, die das doppelstöckige a der Textura mit Merkmalen einer Bastarda verbindet.

### Die schleifenlose Bastarda

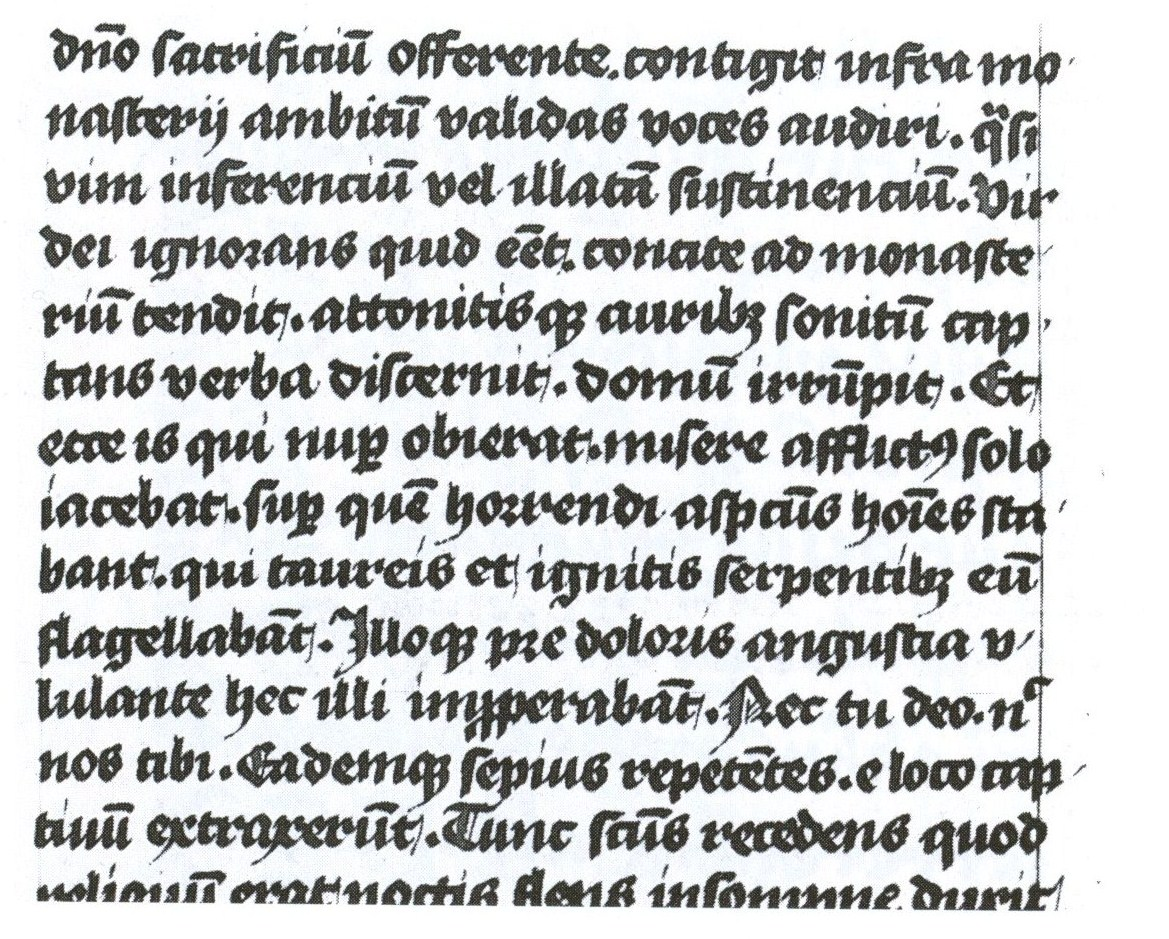
Schleifenlose Bastarda des niederländisch-niederdeutschen Typs in einer Handschrift von 1472 (Vinzenz von Beauvais, Speculum historiale). Utrecht, Universitätsbibliothek, Ms. 738, Band 4, fol. 38r

Eine Unterart der Bastarden stellt die „schleifenlose“ oder „schlaufenlose“ Bastarda dar. Sie weist zwar typische Buchstabenformen der Bastarden auf, ist aber durch den Verzicht auf Schwünge und Schleifen und durch eine zusammengesetzte Schreibweise gekennzeichnet. Ihr fehlt somit ein Teil der Merkmale einer Kursiven. Das Motiv für diesen Stil war ein Streben nach Leserlichkeit und Schlichtheit, eine Distanzierung vom Trivialen und Überladenen. Die Schleifenlosigkeit war im Spätmittelalter weit verbreitet. Sie hatte zwar geographische Schwerpunkte (etwa Häufigkeit in den Niederlanden, Seltenheit in England), aber eine allgemeine Zuordnung zu bestimmten Regionen oder sozialen Gruppen ist nicht möglich.
In den Niederlanden sowie im Nordwesten und Westen Deutschlands erfolgte die Ausbreitung der schleifenlosen Bastarda ab den zwanziger Jahren des 15. Jahrhunderts. Sie stellte eine markante Neuerung dar. Dieser nördliche Typus der Schleifenlosigkeit ist erstmals im Jahr 1396 durch eine datierte Handschrift belegt. Er ist durch glatte Schäfte von b, d, h, l und k, wie sie in der Textualis üblich waren, gekennzeichnet. Die Neuerung setzte sich in ihrem Entstehungsraum rasch durch, verdrängte die ältere Bastarda mit Schleifen an den Schäften jedoch nicht völlig. Im süddeutschen Raum blieb sie bis zur Mitte des 15. Jahrhunderts selten. Sehr häufig sind Übergangsformen. Bei einem Teil der Paläographen hat sich für diese Ausprägung der schleifenlosen Bastarda die Bezeichnung Hybrida eingebürgert, die auf Lieftincks Nomenklaturvorschlag zurückgeht; andere verstehen unter Hybrida die Gesamtheit der schleifenlosen Typen.

### Die weitere Entwicklung im 15. Jahrhundert
Die heute vorliegenden Kataloge datierter Handschriften lassen erkennen, dass die Bastarda in der Mehrheit der Handschriften des 15. Jahrhunderts verwendet wurde und überhaupt die häufigste aller mittelalterlichen Schriftarten ist.
In Süddeutschland lässt sich im 15. Jahrhundert ein Auseinanderklaffen der kalligraphisch anspruchsvollen und der einfachen Bastarden beobachten. Die erhaltenen Handschriftenbestände bieten eine große Masse von einfachen Bastarden, die zwar individuelle Besonderheiten ihrer Schreiber zeigen, aber kaum allgemeiner klassifizierbar sind. Von ihnen unterscheiden sich die bewusst stilisierten, eingelernten, völlig gleichmäßigen Buchschriften auf hohem kalligraphischem Niveau, die von professionellen Schreibern stammen und Nähe zu gleichzeitigen Kanzleischriften aufweisen. Diese Schriften lassen kaum individuelle Schwankungen zu. Merkmale des professionellen Typus der Buchbastarda sind eine rechtsschräge Ausrichtung und tief unter die Zeile verlängerte Schäfte von f und langem s. Auch die meist rechtsschräg ausgerichteten Kanzleibastarden dieser Zeit zeigen ein sehr gleichmäßiges, überindividuelles Schriftbild und weisen ein stark verlängertes f und langes s auf. So ist erkennbar, dass die Kanzleischriften nicht nur auf die Entstehung, sondern auch auf die weitere Entwicklung der Buchschriften einen prägenden Einfluss hatten.

Elefantenrüssel (grün) in Buchstaben der Walbaum-Fraktur

In der Reichskanzlei bildete sich eine besondere kalligraphische Tradition heraus. Eine Zierform der dort geschriebenen Bastarda sind die ausladenden Anschwünge der Großbuchstaben, die „Elefantenrüssel“. Dabei handelt es sich um ein böhmisches Stilelement, das später von der Fraktur übernommen wurde. In Österreich war ein „Horn-Anschwung“ verbreitet.

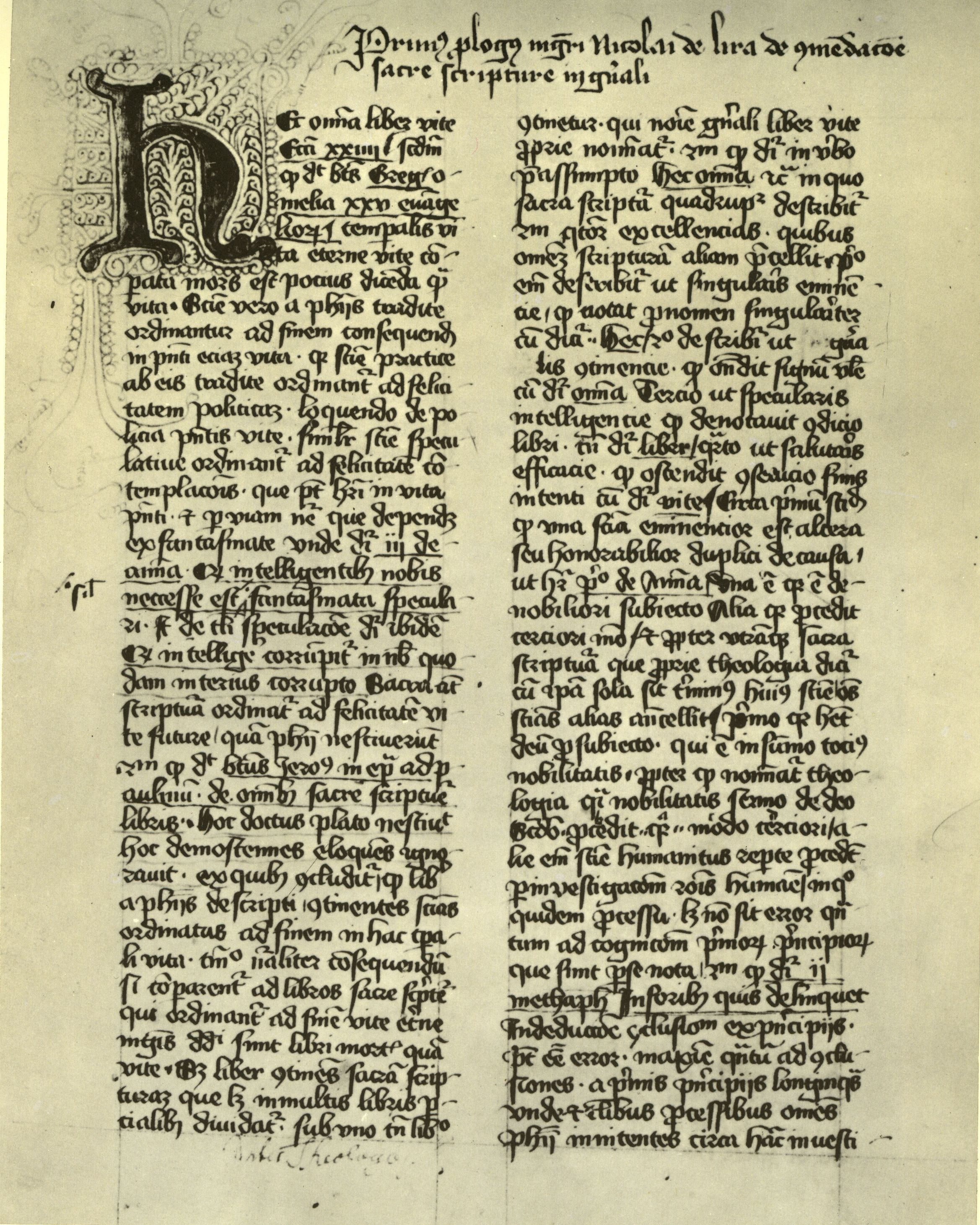
Eine Bastarda von 1430 in einer österreichischen Handschrift (Nikolaus von Lyra, Postilla super Pentateuchum). Wien, Österreichische Nationalbibliothek, Cod. 1518, fol. 1r
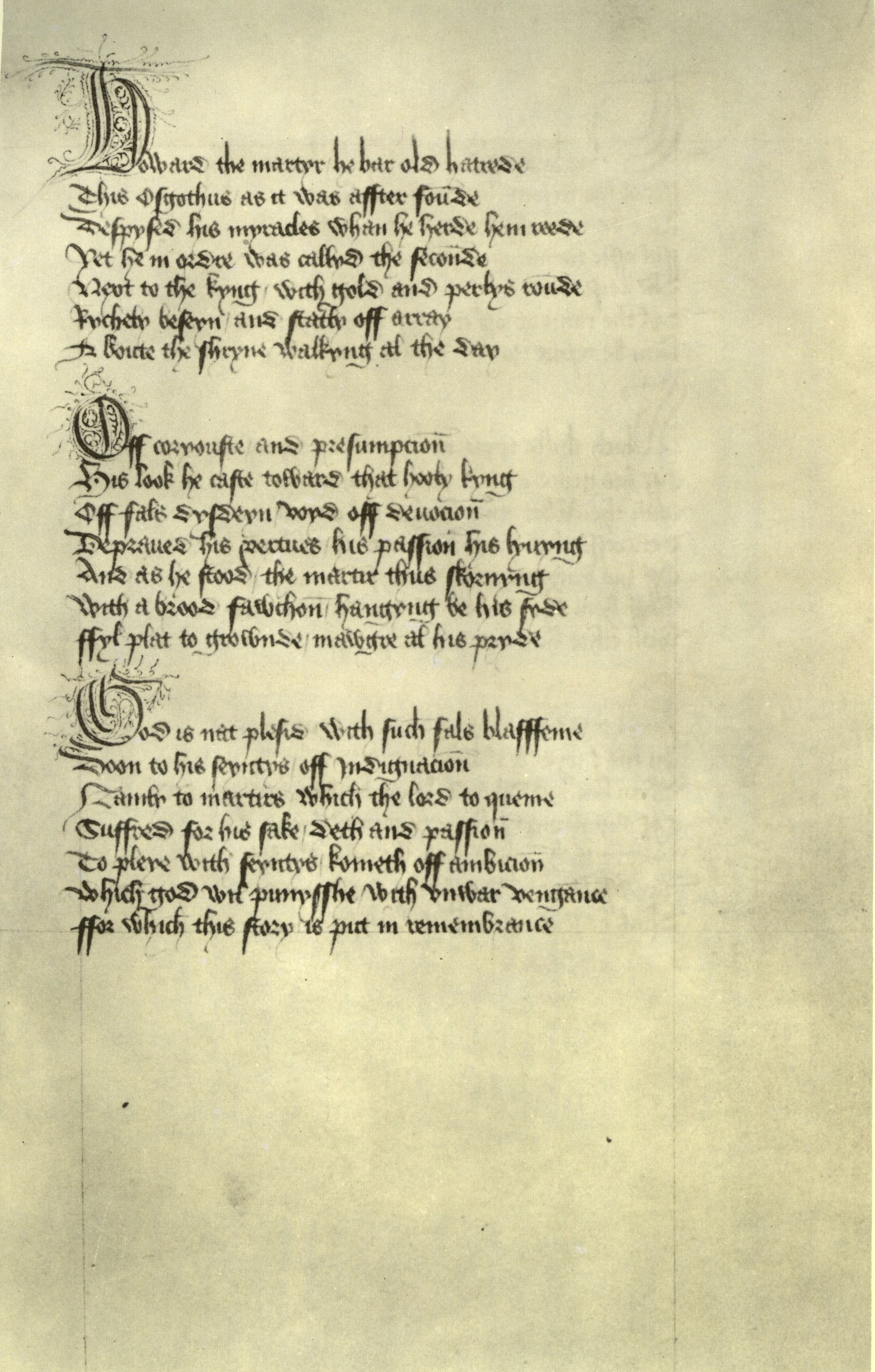
Eine Bastarda von 1433 in einer englischen Handschrift (John Lydgate, Lebensbeschreibung des heiligen Edmund in englischen Versen). London, British Library, Harley 2278, fol. 111r
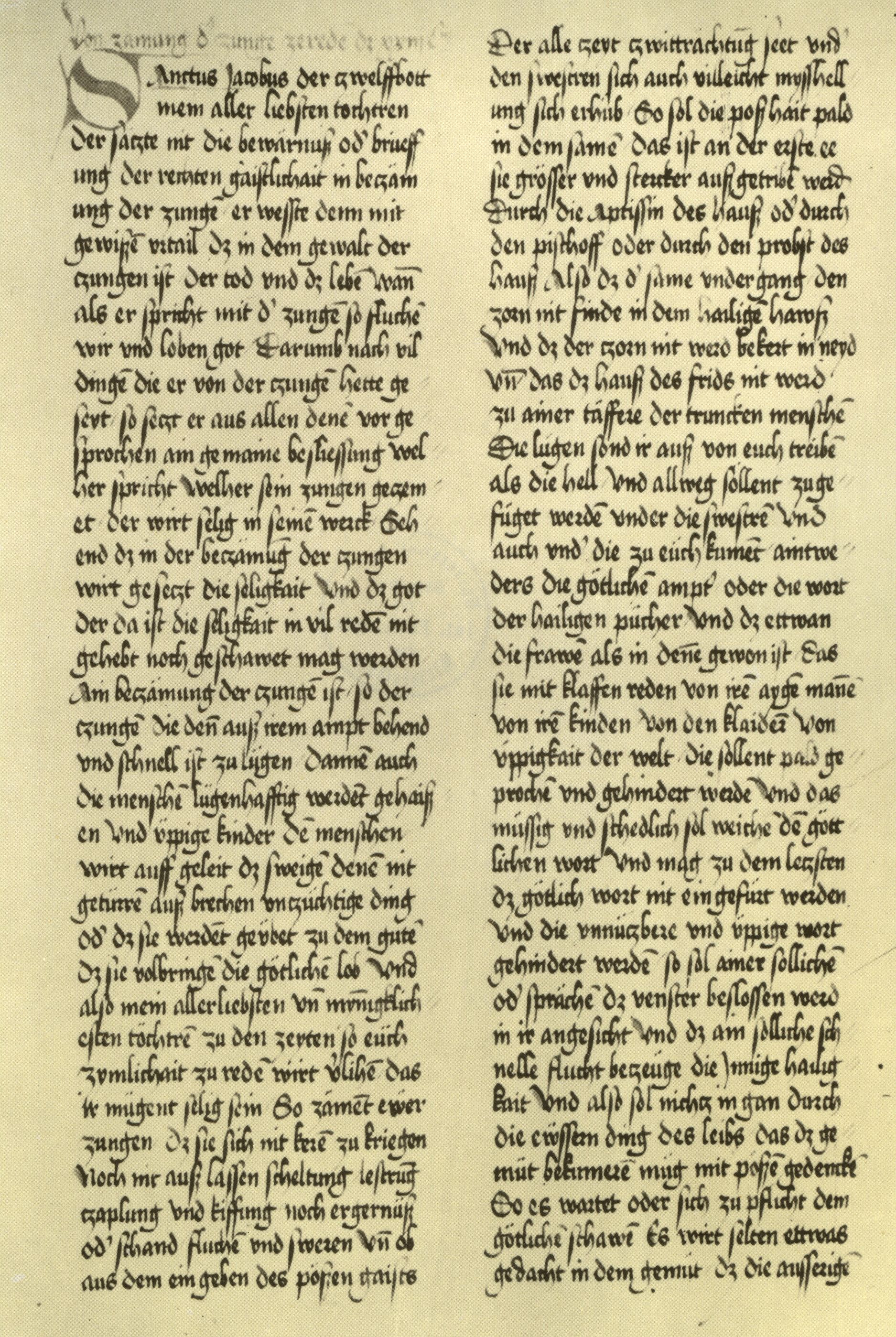
Eine Bastarda von 1478 in einer deutschen Handschrift (Pseudo-Hieronymus, Regula monachorum in deutscher Übersetzung). München, Bayerische Staatsbibliothek, Cgm 7264, fol. 28v

### Der Buchdruck
Als der Buchdruck aufkam, nahmen sich die Drucker für ihre Lettern die Schriftarten der Handschriften zum Vorbild. Daher kamen in den Inkunabeln, den Drucken des 15. Jahrhunderts, alle damals gebräuchlichen Schriften vor. So wurde auch die Bastarda in ihrem Verbreitungsgebiet vom Buchdruck übernommen. Schon Johannes Gutenberg schuf die ältesten Druckbastarden; er verwendete sie für zwei Einblattdrucke, die Mainzer Ablassbriefe von 1454 und 1455. Diese beiden frühen Bastarden blieben aber lange Zeit vereinzelt, sie fanden keine Nachfolge in den übrigen Zentren des deutschen Buchdrucks. Erst ab 1472 wurde die Anwendung der Bastarda in Deutschland häufiger. In Frankreich war es der Pariser Drucker Pasquier Bonhomme, der die Bastarda einführte. Er brachte 1475–1477 den ersten Druck eines französischen Textes heraus, die Grandes Chroniques de France, für die er eine Type der lettre bâtarde schuf. Bald folgten weitere Pariser Drucke in einer immer reicheren Vielfalt von Typen. In Lyon, dem zweitwichtigsten Zentrum des französischen Buchdrucks, wurde die Druckbastarda in den achtziger Jahren des 15. Jahrhunderts eingeführt. Allerdings hatten damals die gotischen Schriftarten europaweit den Höhepunkt ihrer Beliebtheit bereits überschritten. Sie wurden erst in Süd- und Westeuropa, später auch im Norden und Osten von der Antiqua und der humanistischen Kursive zurückgedrängt.

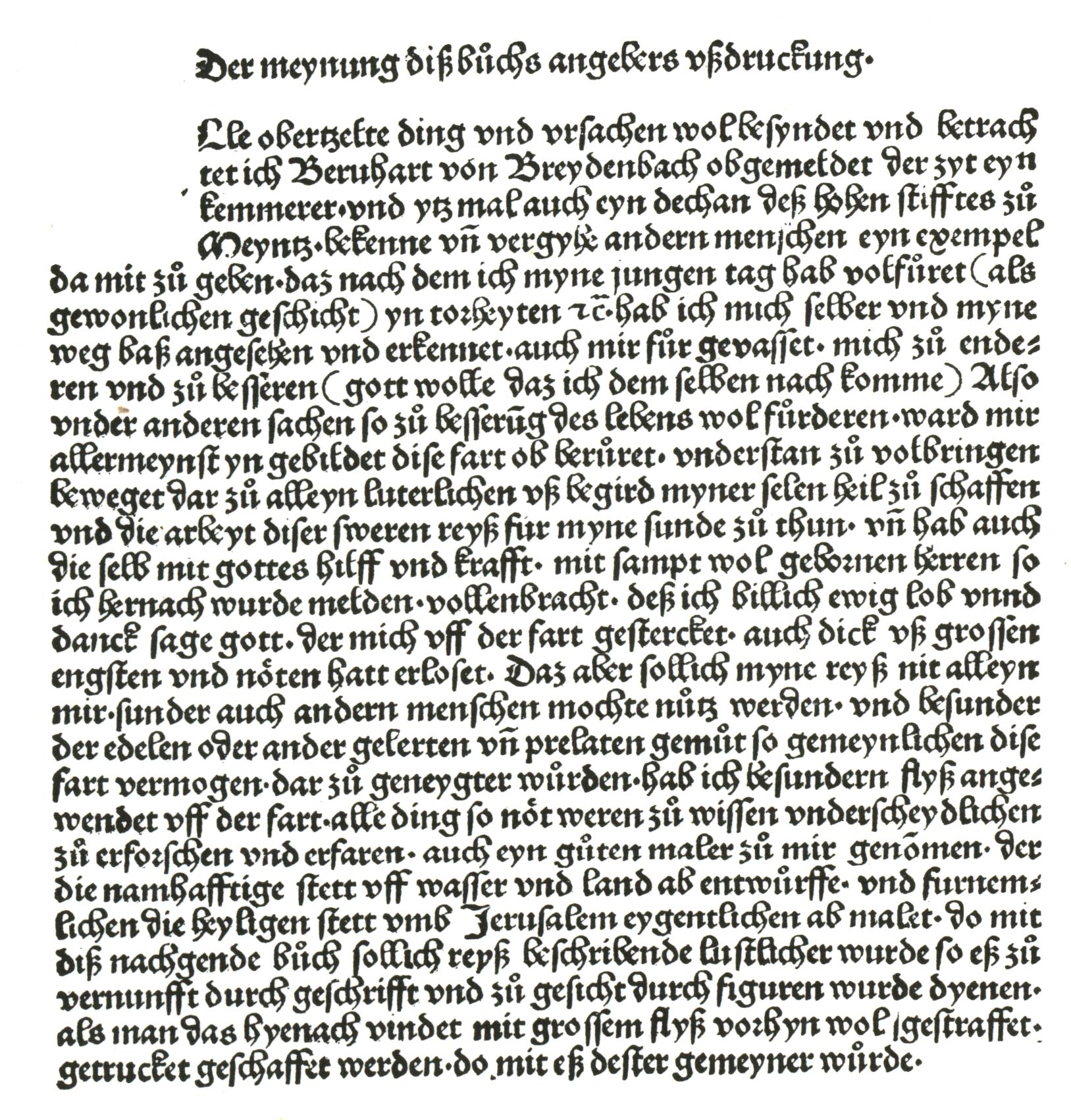
Oberrheinische Bastarda in einer Mainzer Inkunabel von 1486 (Bernhard von Breidenbach, Peregrinatio in terram sanctam)

In der französischen Inkunabelproduktion überwog im Süden die Rotunda, eine Buchschrift italienischer Herkunft, während im Norden Textura und Bastarda dominierten. Für lateinische Texte wurde die Rotunda bevorzugt, in französischen herrschten die anderen Schriften vor. In der ersten Hälfte des 16. Jahrhunderts waren die gotischen Schriften in Frankreich auf dem Rückzug; sie wurden von den Renaissancetypen verdrängt und kamen nach der Jahrhundertmitte nur noch vereinzelt vor. In England verwendete William Caxton, der erste englische Buchdrucker, nur Textura und die als „secretary type“ bezeichnete Bastarda. Bereits um 1500 überwog in den englischen Druckereien die Textura, im 16. Jahrhundert verschwand die Bastarda. In den Niederlanden war die Bastarda im Buchdruck selten. Einen Aufschwung erlebte sie hingegen in den achtziger Jahren des 15. Jahrhunderts in Deutschland. Dort entstand die erstmals 1484 in Köln, 1485 auch in Mainz und Straßburg verwendete „oberrheinische Bastarda“, die charakteristische Schlingen der Oberlängen bei b, d, h und l zeigt und die Ober- und Unterlängen wenig betont. Sie verbreitete sich rasch und war gegen Ende des 15. Jahrhunderts sehr beliebt, ebenso wie die „Schwabacher“, die Merkmale der Bastarda mit Elementen der Rotunda verbindet. Die Schwabacher, eine der am besten lesbaren gotischen Schriften, ließ viele kursive Merkmale der frühen Druckbastarden weg. Sie gewann im frühen 16. Jahrhundert für deutsche Texte stark an Boden und dominierte um 1525, doch war die oberrheinische Bastarda damals noch relativ häufig. Schließlich setzte sich die Fraktur durch, die um 1600 eine beherrschende Stellung erlangt hatte.
In Böhmen folgten die Drucker dem in der dortigen Handschriftenproduktion vorherrschenden Geschmack. In der böhmischen Druckbastarda wurde „eine fast rokokohafte Verspieltheit der Buchstaben im Schriftbild“ entwickelt.